# Lhakhang

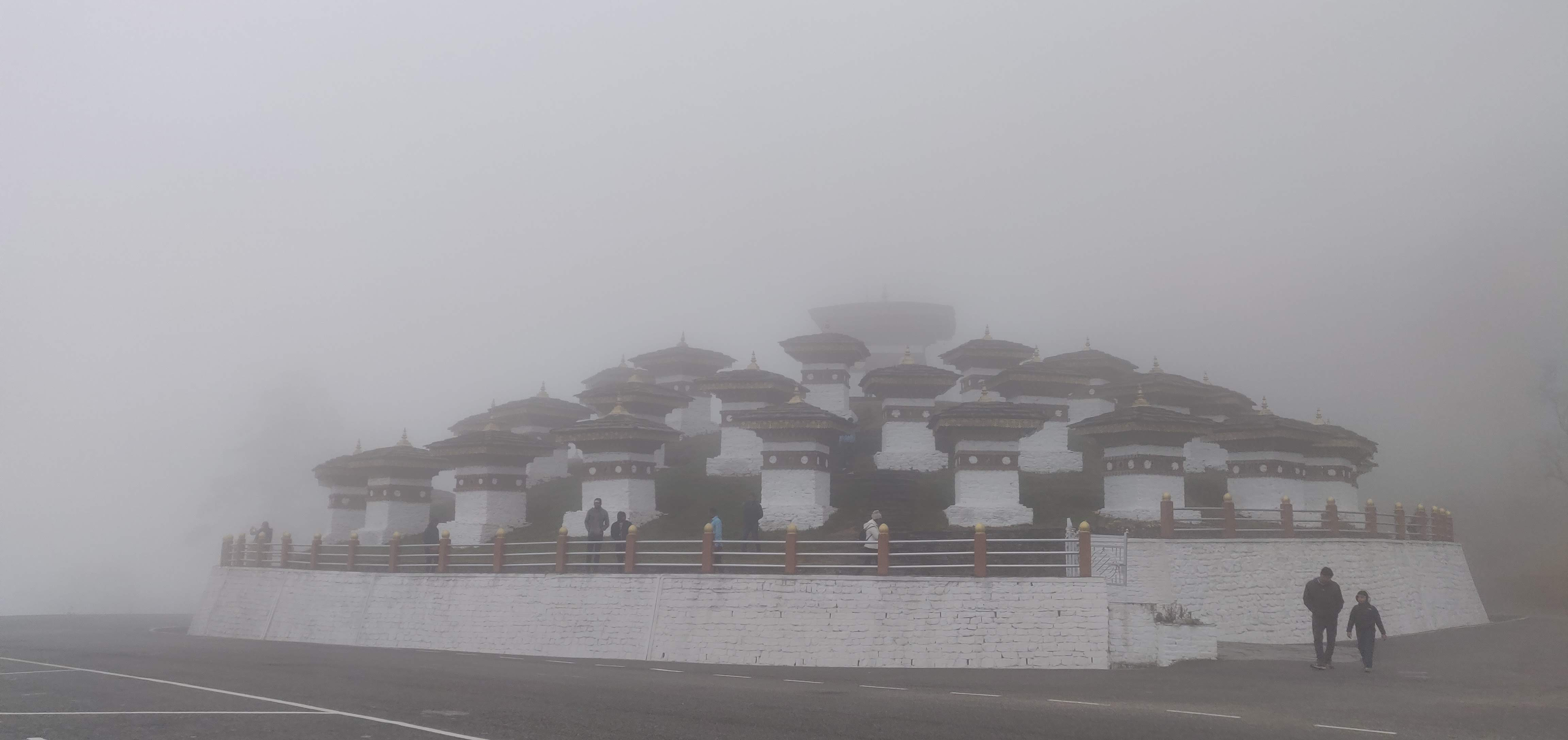
Un lhakhang en el paso de Dochula

Los lhakhang son estructuras religiosas (templos) budistas encontradas a lo largo del Himalaya, especialmente en Nepal, Bután y al norte de la India. Albergan objetos sagrados y en ellas se celebran actividades religiosas. Lhakhang significa «la casa de los dioses»: seres iluminados como Buda, sus seguidores y otras deidades.

## Ubicación
Habiendo unos 2000 lhakhangs y goenbas (monasterios) en Bután, pueden ser encontrados en prácticamente todas las aldeas y en las cimas de las montañas. Aunque no coinciden con las grandes proporciones de los dzongs, muchos lhakhang y goenba son más antiguos que estos, y algunos datan del siglo VII.
Por lo general, dentro de una aldea, el lhakhang es el edificio más destacado. Además de ser centros religiosos, también tienen importantes funciones sociales y culturales, ya que casi todos los eventos del pueblo se llevan a cabo allí.

## Arquitectura

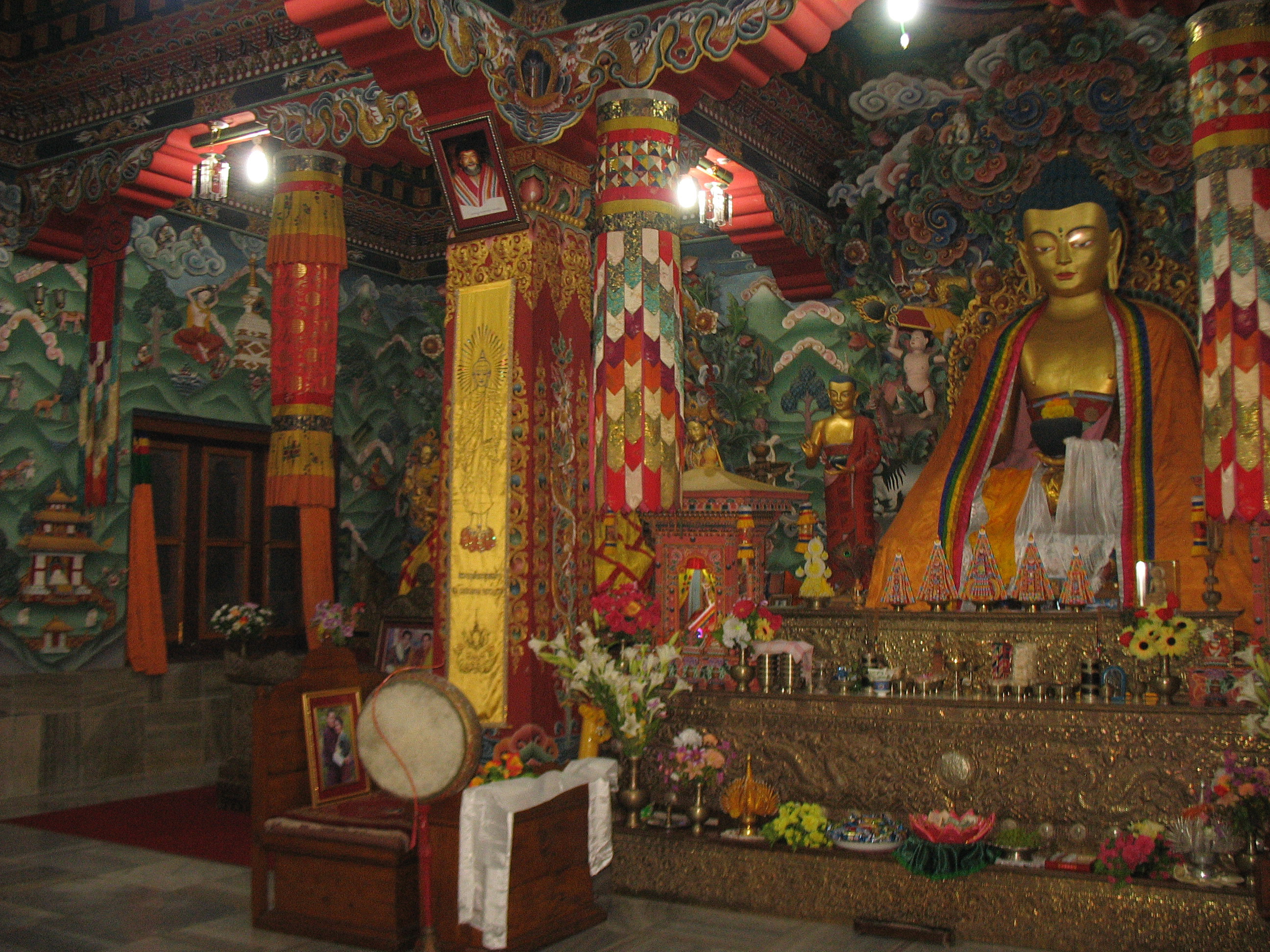
Interior de un templo en Bodhgaya

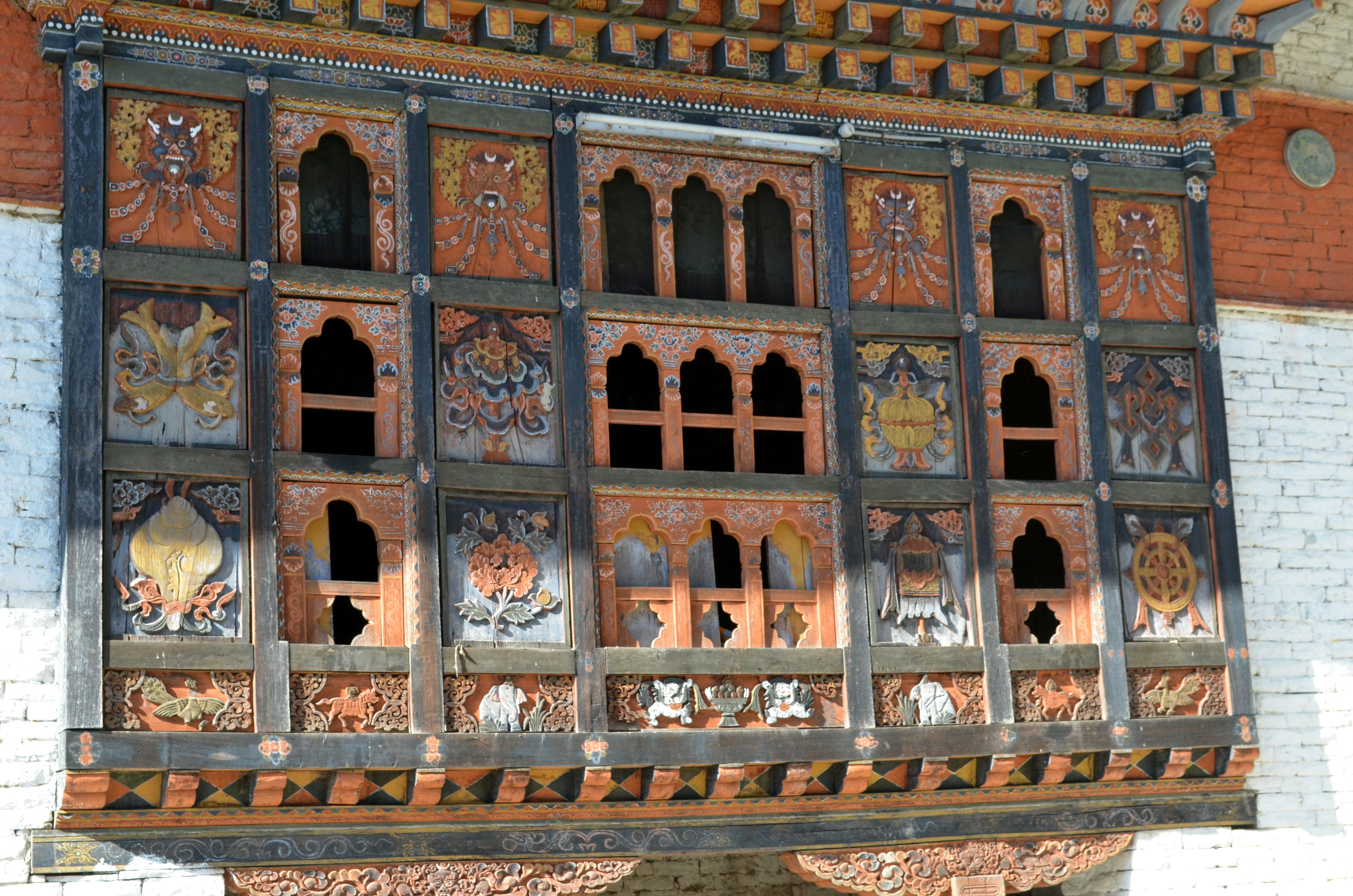
Detalle de una ventana en un templo de Tsakaling, en el distrito de Mongar, Bután.

El lhakhang budista suele consistir en una sala sencilla, con un vestíbulo de entrada y una sala principal que sostiene el altar del templo. Además del edificio del templo principal, se construyen edificios simples con habitaciones para los monjes.
Los templos son normalmente edificios de piedra de uno o dos pisos con una franja roja ancha en el nivel superior de las paredes y un adorno de techo dorado. Entre las paredes se puede encasillar un pequeño patio con la residencia de los monjes adosada; en el interior, el techo está sostenido por pilares, que dividen el espacio en un santuario y una antecámara, y las paredes están cubiertas con pinturas. El altar ocupa un lado del santuario y el otro lado suele estar dedicado a las deidades protectoras. El resto del espacio se deja vacío para que los devotos lo utilicen para la realización de rituales. Muchos templos también se encuentran en monasterios y dzongs.
A menudo el exterior de un monasterio cuenta con un templo de una o varias plantas en el centro de un patio sencillo flanqueado por estructuras utilizadas para las viviendas de los monjes.